# 愛德華·科里
愛德華·科里（英語：Edward Corrie；1988年2月21日—）是一位英國前男子網球運動員，他於2005年成為職業選手。他在職業生涯期間主要參加ITF和ATP挑戰巡迴賽的賽事。2018年，他宣佈正式退役。